# Championnat d'Europe de courses de camions 2008
Pour les articles homonymes, voir CECC.
Navigation
2007 2009
Le championnat européen de course de camions 2008 est la 24e édition du championnat d'Europe de courses de camions. Il comporte neuf Grands Prix, commence le 10 mai 2009 à Barcelone en Espagne et s'achève le 5 octobre 2008 à Jarama en Espagne.

## Grand Prix de la saison 2008
| N° | Date          | Grand Prix                | Circuit          | Vainqueur Course 1 | Vainqueur Course 2 | Vainqueur Course 3 | Vainqueur Course 4 | Pole Position Course 1 | Pole Position Course 3 |
| -- | ------------- | ------------------------- | ---------------- | ------------------ | ------------------ | ------------------ | ------------------ | ---------------------- | ---------------------- |
| 1  | 10.05 – 11.05 | Grand Prix de Barcelone   | Barcelone        | Markus Bösiger     | Frankie Vojtisek   | David Vršecký      | David Vršecký      | Markus Bösiger         | David Vršecký          |
| 2  | 24.05 – 25.05 | Grand Prix de Misano      | Misano Adriatico | Antonio Albacete   | David Vršecký      | Markus Bösiger     | Markus Bösiger     | David Vršecký          | Markus Bösiger         |
| 3  | 07.06 – 08.06 | Grand Prix d'Albacete     | Albacete         | Markus Bösiger     | Markus Bösiger     | Antonio Albacete   | Antonio Albacete   | Markus Bösiger         | Antonio Albacete       |
| 4  | 28.06 – 29.06 | Grand Prix de Nogaro      | Nogaro           | David Vršecký      | Markus Bösiger     | Markus Bösiger     | Antonio Albacete   | David Vršecký          | Antonio Albacete       |
| 5  | 12.07 – 13.07 | Grand Prix du Nürburgring | Nürburg          | Markus Bösiger     | Markus Bösiger     | Markus Bösiger     | David Vršecký      | Markus Bösiger         | Markus Bösiger         |
| 6  | 30.08 – 31.08 | Grand Prix de Most        | Most             | David Vršecký      | David Vršecký      | Markus Bösiger     | Markus Bösiger     | David Vršecký          | Markus Bösiger         |
| 7  | 13.09 – 14.09 | Grand Prix de Zolder      | Zolder           | Antonio Albacete   | Antonio Albacete   | Markus Bösiger     | David Vršecký      | Markus Bösiger         | David Vršecký          |
| 8  | 20.09 – 21.09 | Grand Prix du Mans        | Le Mans          | Markus Bösiger     | Markus Bösiger     | Antonio Albacete   | Jochen Hahn        | David Vršecký          | David Vršecký          |
| 9  | 04.10 – 05.10 | Grand Prix de Jarama      | Jarama           | Antonio Albacete   | Antonio Albacete   | Antonio Albacete   | Antonio Albacete   | Jochen Hahn            | David Vršecký          |